# O Mecanismo
O Mecanismo é uma série de televisão brasileira, criada por José Padilha e Elena Soarez, dirigido por José Padilha, Felipe Prado, Marcos Prado e com roteiros de Elena Soárez. A série é livremente inspirada nas investigações da Operação Lava Jato e foi lançada pela Netflix em 23 de março de 2018. Em 28 de maio de 2018, a série foi renovada para uma segunda temporada que estreou em 10 de maio de 2019.

## Sinopse
Marco Ruffo (Selton Mello) é um agente da Polícia Federal obcecado pelo caso que está investigando. Quando menos espera, ele e sua aprendiz, Verena Cardoni (Carol Abras),  estão mergulhados numa das maiores investigações de desvio e lavagem de dinheiro da história do Brasil. A proporção é tal que o rumo das investigações muda completamente a vida de todos os envolvidos.

## Elenco

### Principal
| Ator               | Personagem                   |
| ------------------ | ---------------------------- |
| Selton Mello       | Marco Ruffo                  |
| Carol Abras        | Verena Cardoni               |
| Enrique Díaz       | Roberto Ibrahim              |
| Leonardo Medeiros  | João Pedro Rangel (Pepê)     |
| Antonio Saboia     | Dimas Donatelli              |
| Lee Taylor         | Claudio Amadeu               |
| Otto Jr.           | Juiz Paulo Rigo              |
| Osvaldo Mil        | Luis Carlos Guilhome         |
| Jonathan Haagensen | Vander                       |
| Caio Junqueira     | Henrique Villa Verde (Ricky) |
| Priscila Assum     | Shayenne Rangel Villa Verde  |
| Giulio Lopes       | Roberval Bruno               |
| Susana Ribeiro     | Regina Ruffo                 |
| Michel Bercovitch  | Senador Lúcio Lemes          |

### Participações especiais
- Alessandra Colassanti[7] como Wilma Kitano
- Anna Cotrim como Maria Teresa Assunção
- Arthur Kohl como João Higino
- Tonio Carvalho como vice-presidente Samuel Thames
- Carla Ribas como Samira Rangel
- Charles Myara como médico da previdência
- Clara Garcia como Medica
- Cláudio Mendes como Chebab
- Cristina Flores como Vanessa Rigo
- Eduardo Lago como Antônio Mariano
- Eliane Abreu como Cibele
- Emílio Orciollo Netto como Ricardo Bretch
- Esther Medeiros como Beta Ruffo criança
- Fabio Yoshihara como Agente China
- Fran Maya como Repórter
- Giovanna Rispoli como a filha de Ibrahim
- Cacá Amaral como Plínio Bretch
- Helena Ranaldi como advogada Eva Balesteri
- Jayme Periard como Dudinha Souza
- Júlia Svacínna como Beta Ruffo adolescente
- Junior Prata como Dep. Marcelo Barros
- Karla Tenório como Renata Amadeu
- Leonardo Brício como Milton Gomes
- Lionel Fischer como Procurador Geral da República
- Maria Ribeiro como Andrea Mariano
- Mariana Nunes como Liana Nero
- Miguel Lunardi como Motta da Silveira
- Pia Manfroni como assistente social
- Pietro Mário como Mário Garcez Brito
- Raquel Rocha como Stela Maris
- Ravel Cabral[9] como Juliano
- Sura Berditchevsky como Pres. Janete Ruscov
- Vida Vlatt como esposa de JP
- Garcia Júnior como deputado votando pelo impeachment

## Produção

### Desenvolvimento
Em abril de 2016, a Netflix anunciou que faria uma série original, ainda sem título, que retrataria as investigações da Operação Lava Jato. A série foi produzida por José Padilha, Marcos Prado e pela produtora Zazen Produções e escrita por Elena Soarez , Sofia Maldonado e Thaís Tavares. A série foi dirigida por José Padilha, Felipe Prado, Marcos Prado e Daniel Rezende.

### Filmagens
O Mecanismo iniciou sua produção em maio de 2017. Os locais de filmagem incluíram as cidades de São Paulo, Rio de Janeiro, Curitiba e Brasília.

## Episódios

### 1ª temporada (2018)
| N.º | Título                       | Dirigido por   | Escrito por  | Lançamento          |
| --- | ---------------------------- | -------------- | ------------ | ------------------- |
| 1 | "Lava jato"                  | José Padilha   | Elena Soarez | 23 de março de 2018 |
| A família do agente federal Marco Ruffo sofre ameaças depois que ele tenta enquadrar o doleiro Roberto Ibrahim por lavagem de dinheiro.                                |                              |                |              |                     |
| 2 | "Halawi"                     | Felipe Prado   | Elena Soarez | 23 de março de 2018 |
| Dez anos depois, Verena continua investigando Ibrahim e os doleiros que trabalham com ele.                                                                             |                              |                |              |                     |
| 3 | "Ventos Frios Vindos do Sul" | Felipe Prado   | Elena Soarez | 23 de março de 2018 |
| A equipe da Polícia Federal trabalha duro para realizar uma operação com múltiplos alvos, mas evidências importantes desaparecem.                                      |                              |                |              |                     |
| 4 | "Fundo Falso"                | Marcos Prado   | Elena Soarez | 23 de março de 2018 |
| Guilhome consegue uma ajuda inesperada. Verena vai atrás de João Pedro, e o juiz Rigo reflete sobre uma decisão que pode mudar tudo.                                   |                              |                |              |                     |
| 5 | "Olhos Vermelhos"            | Marcos Prado   | Elena Soarez | 23 de março de 2018 |
| Verena tem a sensação de que não pode confiar em mais ninguém. A mulher de Ibrahim fica furiosa ao descobrir o que o marido tem feito na cadeia.                       |                              |                |              |                     |
| 6 | "Eles Sabiam de Tudo"        | Marcos Prado   | Elena Soarez | 23 de março de 2018 |
| Para forçar João Pedro a falar o que sabe, os investigadores buscam acusações contra a família dele. Mas um vazamento põe a operação toda em risco.                    |                              |                |              |                     |
| 7 | "O Último Respiro"           | Daniel Rezende | Elena Soarez | 23 de março de 2018 |
| O Clube dos 13 se apressa para fechar um acordo com o procurador-geral. Ao lidar com um problema de esgoto no bairro, Ruffo tem uma sacada e entende a origem de tudo. |                              |                |              |                     |
| 8 | "Juízo final"                | Daniel Rezende | Elena Soarez | 23 de março de 2018 |
| Verena recebe uma notícia devastadora. Ruffo reavalia suas prioridades. Dimas e Cláudio ficam sabendo do destino da Operação Juízo Final.                              |                              |                |              |                     |

### 2ª temporada (2019)
| N.º | Título                 | Dirigido por   | Escrito por  | Lançamento         |
| --- | ---------------------- | -------------- | ------------ | ------------------ |
| 9 | "De onde vem a lama?"  | José Padilha   | Elena Soarez | 10 de maio de 2019 |
| Ruffo consegue informações importantes sobre o décimo terceiro empreiteiro, Ricardo Bretch. Verena e Guilhome tornam-se alvo duma investigação.                 |                        |                |              |                    |
| 10 | "Del Este"             | José Padilha   | Elena Soarez | 10 de maio de 2019 |
| O grampo ilegal de Vander dá resultados. Ibrahim começa a enfrentar problemas, e sua ambiciosa mulher comete um erro fatal                                      |                        |                |              |                    |
| 11 | "Adictos"              | José Padilha   | Elena Soarez | 10 de maio de 2019 |
| Ruffo visita sua mulher no sítio e tem uma surpresa. Depois, ele faz um acordo com Maria Tereza.                                                                |                        |                |              |                    |
| 12 | "O grande ilusionista" | José Padilha   | Elena Soarez | 10 de maio de 2019 |
| Disciplinado, Bretch começa a trabalham em um plano e dá instruções a sua mulher. Para encontrar Ibrahim, Ruffo segue outra pista deixada por Luz Maria.        |                        |                |              |                    |
| 13 | "Ponte da Amizade"     | José Padilha   | Elena Soarez | 10 de maio de 2019 |
| A trilha do cigarro leva Ruffo ao Paraguai. Ao descobrir que Ruffo está sozinho no encalço de Ibrahim, Guilhome sai em sua busca.                               |                        |                |              |                    |
| 14 | "Réquiem"              | José Padilha   | Elena Soarez | 10 de maio de 2019 |
| Verena se vê à mercê de Ibrahim. Sem conseguir convencer Bretch a falar antes de Ibrahim, Eva pede ajuda a um amigo político.                                   |                        |                |              |                    |
| 15 | "O fim e os meios"     | Daniel Rezende | Elena Soarez | 10 de maio de 2019 |
| Tom Carvalho revela a Verena e ao Ministério Público negociações suspeitas envolvendo o ex-presidente Gino. Rigo toma medidas que incendeiam a opinião pública. |                        |                |              |                    |
| 16 | "Canastra suja"        | José Padilha   | Elena Soarez | 10 de maio de 2019 |
| É impossível a Rigo ignorar as novas gravações. A perspectiva de Thames assumir a Presidência leva Verena a buscar uma forma de quebrar o silêncio de Bretch.   |                        |                |              |                    |

## Lançamento
A primeira temporada da série foi lançada em 23 de março de 2018 e contou com 8 episódios.

### Marketing
O primeiro trailer da série foi lançado em 19 de janeiro de 2018. Um segundo trailer foi lançado em 28 de fevereiro de 2018.
Para divulgar a série, a Netflix instalou um outdoor medidor de corrupção em Brasília nomeado "corruptômetro", onde era mostrado um medidor que mediria a quantidade de dinheiro desviado a cada minuto. Em outra ação, a Netflix instalou estandes no Aeroporto de Brasília e no Aeroporto de Congonhas em São Paulo, a chamada "loja da corrupção", onde eram apresentados produtos fictícios, como uma cueca doleira, uma gravata filmadora, o livro "Delação premiada para leigos" e capinhas decorativas para tornozeleiras eletrônicas.

## Recepção

### Resposta da crítica
O site Rotten Tomatoes registrou classificação de 80% com uma classificação média de 7.8/10 com base em 10 avaliações.
Cassio Starling, em uma crítica para a Folha de S. Paulo, disse que "Como ficou claro nos dois “Tropa de Elite”, além do sucesso de bilheteria, Padilha busca provocar respostas sociais, fazer o público reagir à anestesia e aos slogans automáticos. A enorme atenção concentrada na Lava Jato, nos efeitos das investigações sobre o presente e o futuro imediato do país, não poderia escapar ao oportunismo de Padilha.  Por isso, “O Mecanismo” desenvolve aos poucos, quase insidiosamente, outra trama, que justifica, afinal, o título. Ao introduzir essa questão fundamental Padilha alcança uma dimensão, de fato, mais política e menos policialesca, mais cotidiana e menos excepcional."
Fábio de Souza Gomes, do Omelete, escreveu que o programa apresenta ficção cansativa, tramas paralelas desnecessárias, porém conta com atuações de destaque.  Comentou também que "apesar de no início parecer um pouco forçado, [Selton] Mello melhora muito ao longo do seriado e consegue conduzir bem a história pelas sombras enquanto [Caroline] Abras cria uma detetive complexa e forte que busca encontrar a corrupção por trás do país." Completou dizendo que "O Mecanismo poderia ter sido muito melhor do que realmente foi."
Adolfo Molina, do Observatório do Cinema, resume que "O Mecanismo é uma falha como representação de fatos históricos do Brasil por tentar buscar isenção no viés e não conseguir, e uma obra de ficção também falha por cair nessa armadilha."
Ritter Fan, do Plano Crítico, escreveu que "Os roteiros dos episódios, todos escritos por Elena Soarez, são para lá de didáticos, com repetições infindáveis que batem na mesma tecla monocórdia praticamente a todo capítulo como o “combater o câncer não deixa ninguém incólume” e coisas assim.  No campo das atuações, Selton Mello mais uma vez mostra que é um dos melhores atores brasileiros de sua geração, mesmo considerando sua irritante incapacidade de falar para fora, marca registrada sua desde os primórdios que torna a compreensão do que ele balbucia bastante complicada." Elogiou Enrique Díaz, dizendo que a atuação "imediatamente lembrou a de Robert Knepper como T-Bag, em Prison Break, ou seja, um bandido safado e cafajeste moldado para que o odiemos, mas ao mesmo tempo que o amemos." E finalizou dizendo que "O Mecanismo é uma série com potencial, mas que não é plenamente realizado."

## Inspirações reais
Embora haja um aviso informando que a série é inspirada livremente em eventos reais e que personagens, situações e outros elementos foram alterados para efeito dramático, alguns personagens (mas não todos os fatos a eles atribuídos na série) e elementos têm clara correspondência à real Operação Lava Jato.
| Na série                          | Inspiração real                   |
| --------------------------------- | --------------------------------- |
| Marco Ruffo                       | Gerson Machado                    |
| Verena Cardoni                    | Erika Marena                      |
| Paulo Rigo                        | Sergio Moro                       |
| Roberto Ibrahim                   | Alberto Youssef                   |
| João Pedro Rangel (Pepê)          | Paulo Roberto Costa               |
| Wilma Kitano                      | Nelma Kodama                      |
| Ricardo Bretch                    | Marcelo Odebrecht                 |
| Mario Garcez Brito (O Mago)       | Márcio Thomaz Bastos              |
| Marcelo Rocha                     | Ricardo Pessoa                    |
| Cláudio Amadeu                    | Carlos Lima                       |
| Dimas Donatelli                   | Deltan Dallagnol                  |
| João Higino (Gino)                | Luiz Inácio Lula da Silva         |
| Janete Ruscov                     | Dilma Rousseff                    |
| Samuel Thames                     | Michel Temer                      |
| Lúcio Lemes                       | Aécio Neves                       |
| Tom Carvalho                      | Léo Pinheiro                      |
| Maria Tereza                      | Maria Lúcia Tavares               |
| Bernardo Roriz                    | Rodrigo Janot                     |
| Agente China                      | Newton Ishii (Japonês da Federal) |
| Tony                              | João Santana                      |
| Andreia                           | Mônica Moura                      |
| Plínio Bretch                     | Emílio Odebrecht                  |
| Carlos Henrique Penha             | Eduardo Cunha                     |
| Maximiliano Carrascosa            | Gilmar Mendes                     |
| Deputado votando pelo impeachment | Jair Bolsonaro                    |

| Na série                       | Inspiração real                        |
| ------------------------------ | -------------------------------------- |
| PetroBrasil                    | Petrobras                              |
| Empreiteira OSA                | Grupo OAS                              |
| Empreiteira Miller&Bretch      | Grupo Odebrecht                        |
| TR Distribuidora               | BR Distribuidora                       |
| Bueno Engenharia               | Galvão Engenharia                      |
| Banco Brasileiro               | Banco do Brasil                        |
| Banco do Estado                | Banco do Estado do Paraná              |
| Partido Operário (PO)          | Partido dos Trabalhadores (PT)         |
| Polícia Federativa             | Polícia Federal                        |
| Interpolice                    | Interpol                               |
| Procuradoria-Geral Republicana | Procuradoria-Geral da República (PGR)  |
| Ministério Federal Público     | Ministério Público Federal (MPF)       |
| Presídio Estadual de Jaraguara | Complexo Penitenciário de Piraquara II |
| Revista Leia                   | Revista Veja                           |
| Posto da Antena                | Posto da Torre                         |

## Críticas
A série foi classificada pela ex-presidente Dilma Rousseff como propaganda política, que afirmou que a direção do programa não tem conhecimento do impacto político da série, e foi retrucada pelo criador da série, que a chamou de iletrada por estar escrito que os fatos estavam dramatizados e se tratava de uma obra de ficção. Isso se deve ao fato de o roteiro da série, em seu quinto episódio, atribuir ao personagem Higino, personagem correspondente ao ex-presidente Lula, frase emblemática do senador Romero Jucá obtida em grampo telefônico sobre "estancar a sangria", referindo-se a interromper as investigações da Lava-Jato.
Após o vazamento de conversas da Operação Lava a Jato, Padilha admitiu em autocrítica: "Fiz um erro de julgamento sobre Moro, mas não sobre Lula.":

## Prêmios e indicações
| Ano  | Prêmio      | Categoria      | Indicado     | Resultado | Ref    |
| ---- | ----------- | -------------- | ------------ | --------- | ------ |
| 2018 | Troféu APCA | Melhor Diretor | José Padilha | Indicado  | [ 30 ] |